# Шлагсдорф
Шлагсдорф (њем. Schlagsdorf) општина је у њемачкој савезној држави Мекленбург-Западна Померанија. Једно је од 91 општинског средишта округа Нордвестмекленбург. Према процјени из 2010. у општини је живјело 1.095 становника. Посједује регионалну шифру (AGS) 13058093.

## Географски и демографски подаци
Шлагсдорф се налази у савезној држави Мекленбург-Западна Померанија у округу Нордвестмекленбург. Општина се налази на надморској висини од 39 метара. Површина општине износи 20,4 km². У самом мјесту је, према процјени из 2010. године, живјело 1.095 становника. Просјечна густина становништва износи 54 становника/km².